# Matěj Hádek
Matěj Hádek (* 29. listopadu 1975 Praha) je český herec a dabér. Poprvé se objevil před kamerou roku 1991 ve filmu Sokratův podzim. Kromě řady filmových rolí v minulosti účinkoval též v několika seriálech či na divadle. Je držitel Českého lva za nejlepší hlavní mužskou roli ve filmu Kobry a užovky z roku 2015.

## Životopis
Má dva bratry, mladšího Kryštofa, který je také herec, a staršího Ondřeje, který je lékař.
Matěj Hádek již od dětství navštěvoval dramatický kroužek. Už od 4. třídy věděl, že chce být hercem. Jedná se o absolventa Státní konzervatoře v Praze. Účinkoval v Divadle F. X. Šaldy v Liberci, ve Východočeském divadle v Pardubicích, v Divadle na Vinohradech, Švandově divadle a v Divadle v Celetné. Teď už je ale na volné noze. Kromě své divadelní a filmové práce působí i v dabingu a to hodně. Jeho hlas můžete slyšet ve filmu: Psí poslání, Machři, Madagaskar 2: Útěk do Afriky a v mnoho dalších.
Jeho matka Jana Hádková je filmová režisérka a publicistka.
Jeho první velký film je Sokratův podzim to mu bylo na natáčení pouhých 14 let. To mu odstartovalo jeho velkou hereckou kariéru. O rok totiž později natočil film Jak vyloupit banku.
V roce 2014 si zahrál ve filmu Pohádkář a byl nominován na cenu českého lva.
V roce 2015 se objevil po boku svého bratra Kryštofa v dramatu Kobry a užovky režiséra Jana Prušinovského. Za ústřední roli Vojtěcha alias Užovky obdržel Českého lva.
Roku 2022 se mu narodil syn Alfons.

## Divadelní role (výběr)
- 2002 Kornel Hamvai: Čas katů, cestující pán/vyvolávač/žebrák, Švandovo divadlo na Smíchově, režie Michal Lang
- 2004 Fernand Crommelynck: Vášeň jako led aneb myšlenka pana Doma, Odilon, Švandovo divadlo, režie Michal Lang[1]
- 2005 David Farr: Brýle Eltona Johna, Tim, Švandovo divadlo, režie Michal Lang
- 2010 Patrick Marber: Dealer's Choice (Kdo rozdává, rozhodne), Frankie (v alternaci s Martinem Myšičkou), Dejvické divadlo, režie Jiří Pokorný)
- 2011 Jeff Baron: Návštěvy u pana Greena, Ross Gardiner, agentura ADF, režie Vladimír Michálek
- 2012 Irvine Welsh, Daniel Majling: Ucpanej systém, Gary (v alternaci s Hynkem Čermákem, Dejvické divadlo, režie Michal Vajdička)
- 2016 Daniel Doubt: Vzkříšení[2], Dejvické divadlo (v alternaci s Vladimírem Polívkou, Dejvické divadlo, režie Michal Vajdička)

## Filmové role (výběr)
- 1991 Sokratův podzim (Zdeněk)
- 1992 Jak vyloupit banku
- 1993 Záhada hlavolamu (Losna)
- 1996 O princezně, měsíci a hvězdě (Hynek)
- 1997 Berenika stříhá vlasy
- 1997 Cesta pustým lesem
- 1997 Nejasná zpráva o konci světa (Michal)
- 1998 Atentát na ministra financí
- 1998 O třech ospalých princeznách (Petřík košíkář)
- 1999 Návštěva staré dámy
- 1999 Silák a strašidla (Václav)
- 2001 Elixír a Halíbela (Honza)
- 2002 Udělení milosti se zamítá (Pajda)
- 2002 Vetřelci v Coloradu
- 2002 Z rodinného alba
- 2002 Černý slzy
- 2003 Mazaný Filip
- 2003 Pátek čtrnáctého (Sláma)
- 2003 Malovaný děti (Marcel)
- 2004 Non Plus Ultras (Vočko)
- 2004 modrý kámen
- 2004 I ve smrti sami
- 2005 Restaurace U Prince (princ Filip II.)
- 2006 Maharal – Tajemství talismanu (Knapp)
- 2006 Grandhotel
- 2007 Muž a stín
- 2007 Operace Silver A (Jiří Potůček)
- 2007 Velkofilm
- 2008 Kozí příběh – pověsti staré Prahy (hlas chasníka Kuby)
- 2008 Tobruk (Zrzek)
- 2008 Ztracený princ
- 2009 Les mrtvých
- 2009 Stínu neutečeš
- 2009 Malovaný děti (Marcel)
- 2009 Láska rohatá (Berta)
- 2010 Jseš mrtvej, tak nebreč
- 2010 Kráska a netvor 1950 (mladší STB)
- 2012 Kozí příběh se sýrem (hlas Kuby)
- 2012 Posel (Petr)
- 2012 Vrásky z lásky
- 2013 Případ pro rybáře
- 2014 Pohádkář (David Rott)
- 2015 Kobry a užovky (Vojtěch alias Užovka) – společně s bratrem Kryštofem
- 2015 Jan Hus (Jan Hus)
- 2016 Anděl Páně 2 (sv. Matěj)
- 2016 Strašidla
- 2018 Po čem muži touží (Čestmír
- 2019 Úhoři mají nabito (Dave)
- 2020 O vánoční hvězdě (Bílý trpaslík)
- 2021 Přání Ježíškovi
- 2022 Přání k narozeninám
- 2022 Docent
- 2022 Případy mimořádné Marty
- 2023 Pod hladinou
- 2023 Bratři
- 2023 Bod obnovy

## Televizní role
- 1993 Arabela se vrací aneb Rumburak králem Říše pohádek
- 1995 Život na zámku
- 1996 Hospoda (Bureš)
- 2002 Tatort: Heiße Grüße aus Prag
- 2005 Dobrá čtvrť
- 2006 Poslední sezona
- 2006 Náves (Luboš Plíva)
- 2009 Proč bychom se netopili
- 2009 Poste restante
- 2009 Ať žijí rytíři! (Ruprecht)
- 2009–2013 Vyprávěj (Jan Dvořák - nejstarší)
- 2010 Kriminálka Staré Město (Andy Němec)
- 2011 Čapkovy kapsy
- 2011 Okno do hřbitova
- 2008–2012 Zdivočelá země (Eda Hartman)
- 2012 Život je ples (Petr Král)
- 2012 Ztracená brána
- 2013 Terapie
- 2013 Nevinné lži
- 2013–2014 Cirkus Bukowsky (Žďárský)
- 2015 Mamon (Petr Vlček)
- 2015 Jan Hus (Jan Hus)
- 2016 Já, Mattoni (Harry Provazník)
- 2017–2019 Dáma a Král (Prokop Král)
- 2019 Zkáza Dejvického divadla (sám sebe)
- 2020 O vánoční hvězdě (Trpaslík)
- 2022 Případy mimořádné Marty (Libor)
- 2023 Pod hladinou (Jan Zach)

## Dabingové role
- Mladí v partě – britský sitcom (Vyvyan)
- Teorie velkého třesku – americký sitcom, (Howard Wolowitz) - (1. - 9. série)
- Misfits: Zmetci – britský seriál (Rudy)
- 2013 Super Drbna - 6.série - Ed Westwick (Chuck Bass)
- 2002 Harry Potter a Tajemná komnata - Christian Coulson (Tom Raddle)
- 2008 Madagaskar 2: Útěk do Afriky - Will i Am (Moto Moto)
- 2010 Twilight sága: Zatmění - Justin Chon (Eric)
- 2011 Méďa Béďa - Justin Timberlake (Boo Boo)
- 2016 Psí poslání – Josh Gad (Pes)
- 2018 Grinch - Pharrell Williams (vypravěč)
- 2019 Psí poslání 2 – Josh Gad (Pes)

## Ocenění
- 2014 – Nominace v kategorii nejlepší mužský herecký výkon na Cenách české filmové kritiky 2014 za film Pohádkář
- 2015 – Český lev za nejlepší mužský herecký výkon v hlavní roli za film Kobry a užovky